# Ilemela (Ilemela)
Ilemela è una circoscrizione urbana (urban ward) della Tanzania situata nel distretto di Ilemela, regione di Mwanza. Conta una popolazione di 43 244 abitanti (censimento 2012).